# 1987-es Formula–1 japán nagydíj
Az 1987-es Formula–1-es világbajnokság  tizenötödik futama a japán nagydíj volt.

## Futam
1977-es japán nagydíj után a Formula–1 visszatért (Szuzukába), Piquet 12 ponttal vezette a bajnokságot Mansell előtt. A brit az egyik edzésen a gumifalnak csapódott és gerincsérülést szenvedett, emiatt az évad hátralévő részében már nem versenyezhetett. A pénteki napot kórházban töltötte, majd szombaton este visszarepült Európába. Nelson Piquet ezzel bebiztosította a harmadik világbajnoki címét is.
Mivel Piquet már nem kockáztatott, Berger indult az első helyről Prost, Boutsen és Alboreto előtt. Az osztrák jól rajtolt, majd dominálva megnyerte a versenyt. Bár Boutsen a verseny elején támadta Bergert, később visszaesett Senna, Piquet és Johansson mögé. Piquet motorhiba miatt kiesett a verseny végén, így Berger, Senna és Johansson mögött a negyedik helyen Alboreto ért célba.
|         | Rsz. | Versenyző          | Csapat                 | Körök | Idő/Kiesések        | Rajthely | Pontok |
| ------- | ---- | ------------------ | ---------------------- | ----- | ------------------- | -------- | ------ |
| 1       | 28   | Gerhard Berger     | Ferrari                | 51    | 1:32:58,072         | 1        | 9      |
| 2       | 12   | Ayrton Senna       | Lotus-Honda            | 51    | + 17,384            | 7        | 6      |
| 3       | 2    | Stefan Johansson   | McLaren-TAG            | 51    | + 17,694            | 9        | 4      |
| 4       | 27   | Michele Alboreto   | Ferrari                | 51    | + 1:20,441          | 4        | 3      |
| 5       | 20   | Thierry Boutsen    | Benetton-Ford          | 51    | + 1:25,576          | 3        | 2      |
| 6       | 11   | Nakadzsima Szatoru | Lotus-Honda            | 51    | + 1:36,479          | 11       | 1      |
| 7       | 1    | Alain Prost        | McLaren-TAG            | 50    | + 1 kör             | 2        |        |
| 8 (1)   | 3    | Jonathan Palmer    | Tyrrell-Ford           | 50    | + 1 kör             | 19       |        |
| 9       | 18   | Eddie Cheever      | Arrows-Megatron        | 50    | Kifogyott üzemanyag | 12       |        |
| 10      | 17   | Derek Warwick      | Arrows-Megatron        | 50    | + 1 kör             | 13       |        |
| 11      | 7    | Riccardo Patrese   | Brabham-BMW            | 49    | + 2 kör             | 8        |        |
| 12 (2)  | 4    | Philippe Streiff   | Tyrrell-Ford           | 49    | + 2 kör             | 25       |        |
| 13      | 26   | Piercarlo Ghinzani | Ligier-Megatron        | 48    | + 3 kör             | 24       |        |
| 14 (3)  | 29   | Yannick Dalmas     | Larrousse-Ford         | 47    | + 4 kör             | 22       |        |
| 15      | 6    | Nelson Piquet      | Williams-Honda         | 46    | Motorhiba           | 5        |        |
| Kiesett | 25   | René Arnoux        | Ligier-Megatron        | 44    | Kifogyott üzemanyag | 17       |        |
| Kiesett | 21   | Alex Caffi         | Osella-Alfa Romeo      | 43    | Kifogyott üzemanyag | 23       |        |
| Kiesett | 14   | Roberto Moreno     | AGS-Ford               | 38    | Elektronika         | 26       |        |
| Kiesett | 24   | Alessandro Nannini | Minardi-Motori Moderni | 35    | Motorhiba           | 14       |        |
| Kiesett | 9    | Martin Brundle     | Zakspeed               | 32    | Motorhiba           | 15       |        |
| Kiesett | 8    | Andrea de Cesaris  | Brabham-BMW            | 26    | Motorhiba           | 10       |        |
| Kiesett | 19   | Teo Fabi           | Benetton-Ford          | 16    | Motorhiba           | 6        |        |
| Kiesett | 10   | Christian Danner   | Zakspeed               | 13    | Motorhiba           | 16       |        |
| Kiesett | 16   | Ivan Capelli       | March-Ford             | 13    | Baleset             | 20       |        |
| Kiesett | 23   | Adrián Campos      | Minardi-Motori Moderni | 2     | Motorhiba           | 21       |        |
| Kiesett | 30   | Philippe Alliot    | Larrousse-Ford         | 0     | Baleset             | 18       |        |
| NI      | 5    | Nigel Mansell      | Williams-Honda         | 0     | Baleset             |          |        |

## Statisztikák
Vezető helyen:
- Gerhard Berger: 50 (1-24 / 26-51)
- Ayrton Senna: 1 (25)

Gerhard Berger 2. győzelme, 2. pole-pozíciója, Alain Prost 20. leggyorsabb köre.
- Ferrari 92. győzelme.